# Palé (Ungheria)
Palé è un comune dell'Ungheria di 113 abitanti (dati 2008) situato nella contea di Baranya, regione Transdanubio Meridionale